# Resolucija Generalne skupščine Združenih narodov
Resolucija Generalne skupščine Združenih narodov je uradno oblikovano mnenje ali volja organov Združenih narodov. Običajno je sestavljena iz dveh jasno definiranih odstavkov (paragrafov), iz uvoda resolucije (preambula) in operativnega dela. V preambuli so običajno predstavljeni vsi pogledi na osnovi katere je uveden postopek, izražena mnenja ali dane smernice. Operativni del navaja mnenje organa ali pa določa postopek, ki naj bi se izvedel. 

## Številčenje resolucij

### Resolucije od leta1946do1975
Resolucije generalne skupščine so najprej objavljene kot posamezni dokumeneti in imajo vedno predpono (prefiks) A/RES/-. Prvih 3541 resolucij, ki jih je sprejela generalna skupščina so, imajo le številčni zapis. Rimsko število v oklepajih, ki sledi zaporedni številki označuje redno (npr. XXX), izredno (npr. S-VI) ali posebno nujno (npr. ES-V) sejo na kateri je bila resolucija sprejeta.
Primeri:
- A/RES/217A (III) Splošna deklaracija človekovih pravic
- A/RES/3201 (S-VI) Deklaracija o ustanovitvi novega mednarodnega gospodarskega reda
- A/RES/2252 (ES-V) Humanitarian assistance

### Resolucije od leta1976naprej
Od 31. seje naprej se je sistem številčenja spremenil. Nova številčno zaporedje se je določi z arabskimi številkami (tretji del identifikacije resolucije) in označuje redno (npr. 56), izredno (npr. S-19) ali posebno nujno (npr. ES-8) sejo na kateri je bila resolucija sprejeta. 
Primeri:
- A/RES/44/25 Konvencija o otrokovih pravicah
- A/RES/S-26/2 Deklaracija o zavezanosti boju proti HIV/AIDS
- A/RES/ES-8/2 Vprašanje Namibije

## Nekatere odmevnejše resolucije
- 1947
  - Resolucija 47/181: Območje mandatne Palestine se razdeli na dva dela: na arabsko in judovsko državo.
- 1948
  - Resolucija 194: Priporočila za vrnitev palestniskih beguncev.
- 1949
  - Resolucija 273: Izrael postane član Združenih narodov.
- 1950
  - Resolucija 377:  Resolucija »Združeni za mir«
- 1952
  - Resolucija 505: Grožnja politični neodvisnosti in teritorialni celovitosti Kitajske, ki je bila posledica kršitev »pakta o prijateljstvu in zavezništvu med ZSSR in Kitajsko« (14. avgust, 1945) in kršitev ustanovne listine Združenih narodov s strani Sovjetske zveze.
- 1962
  - Resolucija 1761: Ustanovitev posebne komisije za vprašanja apartheida (Special Commitee on Apartheid), katere naloga je bila poročati o dogajanju v Južni Afriki in priporočila sankcije proti tej državi.
- 1963
  - Resolucija 1962: Ena prvih resolucij o upravljanju vesolja.
- 1971
  - Resolucija 2758: Izključitev Republike Kitajske in njena zamenjava z Ljudsko republiko Kitajsko.
- 1973
  - Resolucija generalne skupščine ZN 3068: Konvencija o ukinitvi in kaznovanju zločinov apartheida sprejta in odprta za podpise in ratifikacijo z Resolucijo 3068, 30. november 1973. V veljavo je stopila 18. julija, 1976.
- 1974
  - Resolucija 3314: Definicija agresije.
- 1975
  - Resolucija 3379: Sionizem (židovsko politično gibanje za samostojno judovsko državo v Palestini) je oblika rasizma in rasne diskriminacije. To resolucijo so leta 1991 ukinili z Resolucijo 46/86.
- 1991
  - Resolucija 46/86: ukinitev Resolucije 3379